# Fliegerfaust

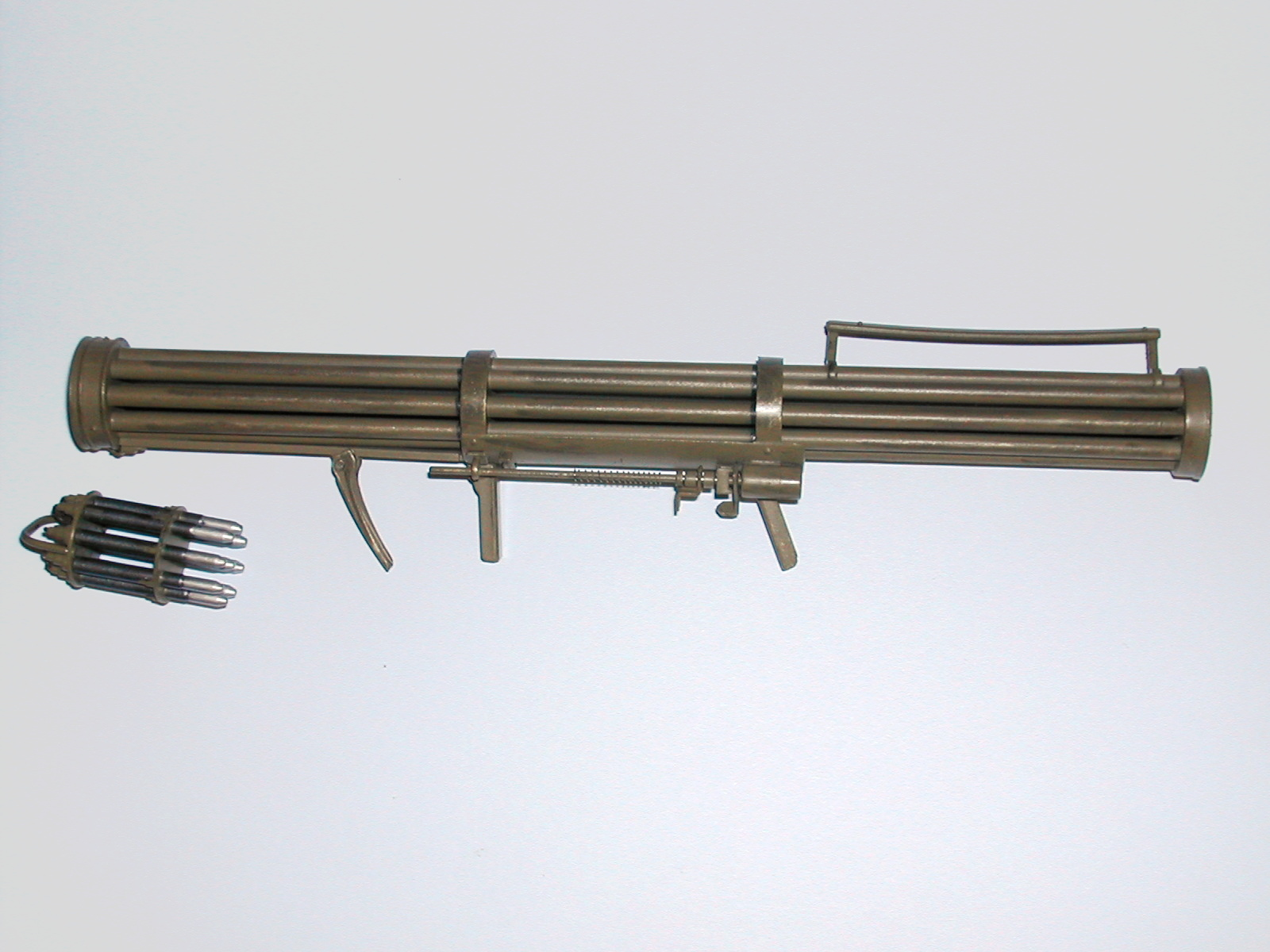
Fliegerfaust-B

Fliegerfaust – przenośna wyrzutnia przeciwlotniczych niekierowanych pocisków rakietowych, konstrukcji niemieckiej, z okresu II wojny światowej.

## Opis konstrukcji
Broń ta składała się z 9 luf połączonych ze sobą obejmami, dwóch chwytów pistoletowych, prostego celownika mechanicznego i kolby do oparcia na ramię. W tylną część wyrzutni wkładało się ładownik mieszczący dziewięć niekierowanych rakiet. Były to przerobione standardowe pociski przeciwlotnicze kalibru 20 mm, których modyfikacja polegała na domontowaniu silnika rakietowego z jedną centralną i czterema skośnie ustawionymi do osi pocisku dyszami, mieszczącej laskę bezdymnego materiału pędnego oraz elektryczny zapłonnik.
Naciśnięcie spustu powodowało uruchomienie indukcyjnego generatora elektrycznego, który powodował odpalenie 4 rakiet z co drugiej lufy i pozostałych 0,1 sekundy później. Działo się tak, gdyż gdyby odpalane były wszystkie rakiety jednocześnie, płomienie wylotowe dysz rakiet powodowałyby ich wzajemne uszkodzenie i zmianę toru lotu oraz stwarzałoby to większy odrzut przy wystrzale i przez to mniejszą celność broni.
Zasięg skuteczny Fliegerfausta wynosić miał ok. 500 m, czego nie udało się w praktyce osiągnąć ze względu na nadmierny rozrzut pocisków.

## Historia
Projekt broni zatwierdzono w styczniu 1945 r. i zamówiono na początek 10 000 sztuk. Wyprodukowano ich jednak niewiele, dostarczając do jednostki doświadczalnej na froncie zachodnim. Wiadome jest, że zachowały się jeden lub dwa egzemplarze, zdobyte przez aliantów.